# Otse (Distretto Sudorientale)
Otse è un villaggio del Botswana situato nel distretto Sudorientale, sottodistretto di South East. Il villaggio, secondo il censimento del 2011, conta 7.661 abitanti.

## Località
Nel territorio del villaggio sono presenti le seguenti località:
- Lenganeng di 23 abitanti,
- Maladiepe di 27 abitanti,
- Manyelanong di 12 abitanti,
- Maokamatshwane di 68 abitanti,
- Maruswana di 3 abitanti,
- Mekgacha di 12 abitanti,
- Mmamenwe di 43 abitanti,
- Nkgwang di 2 abitanti,
- Otse Lands di 4 abitanti,
- Rakurung di 15 abitanti,
- Ramanasana di 4 abitanti,
- Ratauyagae di 56 abitanti,
- Sekutswane di 46 abitanti,